# Coppa del Mondo di ski cross
La Coppa del Mondo di ski cross è un trofeo assegnato annualmente dalla Federazione Internazionale Sci (FIS), a partire dalla stagione 2002/2003, al freestyler ed alla freestyler che hanno ottenuto il punteggio complessivo più alto nelle gare di ski cross del circuito della Coppa del Mondo di freestyle.

## Albo d'oro
| Stagione  | Uomini                    | Uomini    | Donne                 | Donne     |
| Stagione  | Vincitore                 | Nazionale | Vincitrice            | Nazionale |
| --------- | ------------------------- | --------- | --------------------- | --------- |
| 2002/2003 | Patrick Schmid            | Svizzera  | Saša Farič            | Slovenia  |
| 2003/2004 | Jesper Brugge             | Svezia    | Ophélie David         | Francia   |
| 2004/2005 | Tomáš Kraus               | Rep. Ceca | Ophélie David         | Francia   |
| 2005/2006 | Tomáš Kraus               | Rep. Ceca | Ophélie David         | Francia   |
| 2006/2007 | Audun Grønvold            | Norvegia  | Ophélie David         | Francia   |
| 2007/2008 | Tomáš Kraus               | Rep. Ceca | Ophélie David         | Francia   |
| 2008/2009 | Tomáš Kraus (4)           | Rep. Ceca | Ophélie David         | Francia   |
| 2009/2010 | Mike Schmid               | Svizzera  | Ophélie David (7)     | Francia   |
| 2010/2011 | Andreas Matt              | Austria   | Anna Holmlund         | Svezia    |
| 2011/2012 | Filip Flisar              | Slovenia  | Marielle Thompson     | Canada    |
| 2012/2013 | Alex Fiva                 | Svizzera  | Fanny Smith           | Svizzera  |
| 2013/2014 | Victor Öhling Norberg     | Svezia    | Marielle Thompson     | Canada    |
| 2014/2015 | Jean-Frédéric Chapuis     | Francia   | Anna Holmlund         | Svezia    |
| 2015/2016 | Jean-Frédéric Chapuis     | Francia   | Anna Holmlund (3)     | Svezia    |
| 2016/2017 | Jean-Frédéric Chapuis (3) | Francia   | Marielle Thompson     | Canada    |
| 2017/2018 | Marc Bischofberger        | Svizzera  | Sandra Näslund        | Svezia    |
| 2018/2019 | Bastien Midol             | Francia   | Fanny Smith           | Svizzera  |
| 2019/2020 | Kevin Drury               | Canada    | Sandra Näslund        | Svezia    |
| 2020/2021 | Reece Howden              | Canada    | Fanny Smith           | Svizzera  |
| 2021/2022 | Ryan Regez                | Svizzera  | Sandra Näslund        | Svezia    |
| 2022/2023 | Reece Howden              | Canada    | Sandra Näslund (4)    | Svezia    |
| 2023/2024 | David Mobärg              | Svezia    | Marielle Thompson (4) | Canada    |
| 2024/2025 | Reece Howden (3)          | Canada    | Fanny Smith (4)       | Svizzera  |